# ألبينا

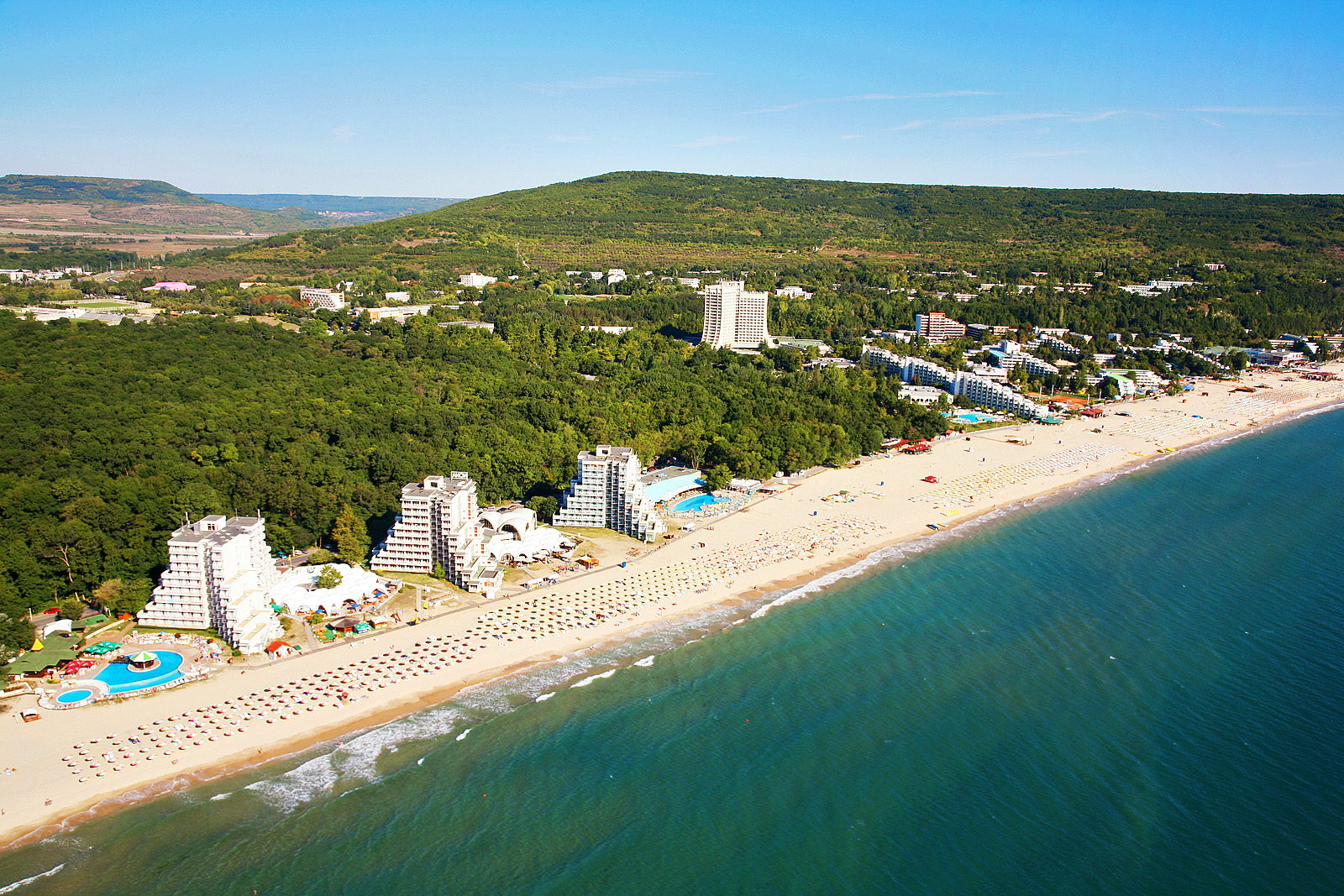
منظر جوي لأحد الشواطئ

ألبينا (بالبلغارية: Албена) هو منتجع في بلغاريا، بالقرب من البحر الأسود. وتقع على بعد  23 كم شمال فارنا. افتتح المنتجع في أغسطس 1969 وفيه تسعة فنادق و 4 مطاعم، أما اليوم فيوجد به 43 فندق بطاقة إجمالية : 14900 سرير.
يمتد الشاطئ على مسافة 7 كم .  ويستمر الموسم السياحي  من مايو إلى أكتوبر، أما موسم الذروة فيمتد من شهر يونيو إلى منتصف أغسطس. وتكون  المدينة شبه مهجورة في الشتاء. كما تعتبر ألبينا شركة قابضة اشترت فنادق أخرى و منتجعات على البحر الأسود.

## معرض صور

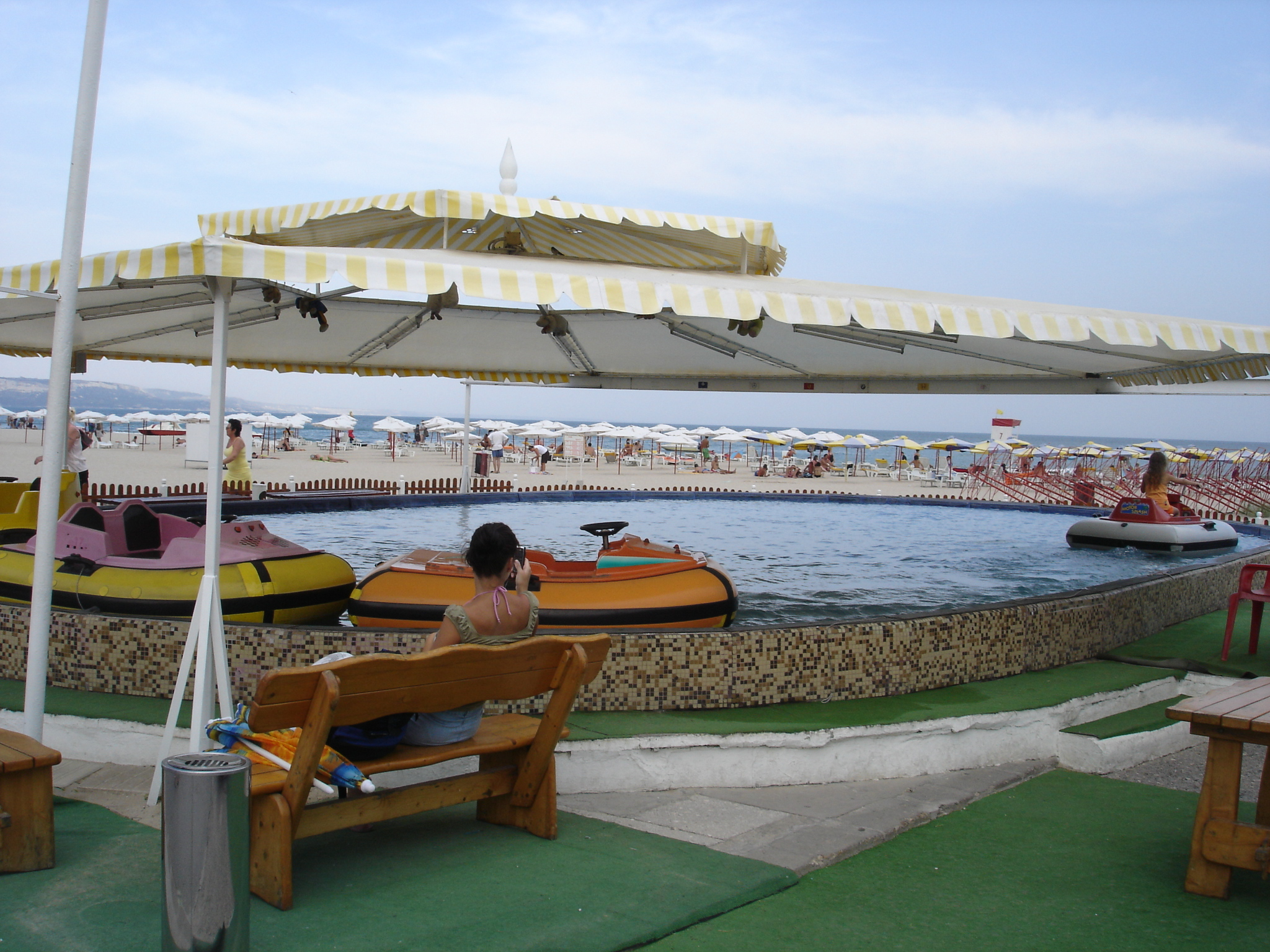
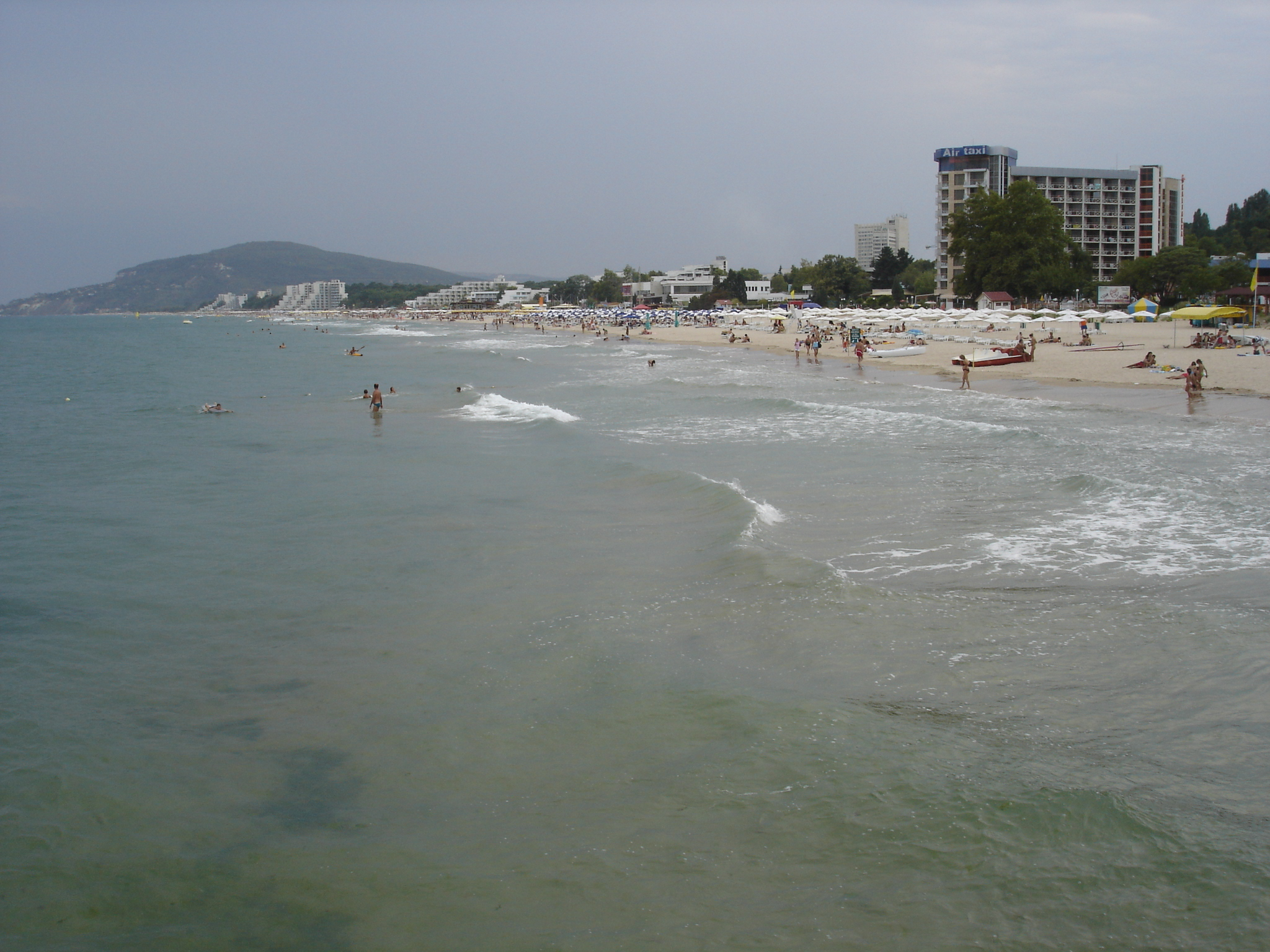
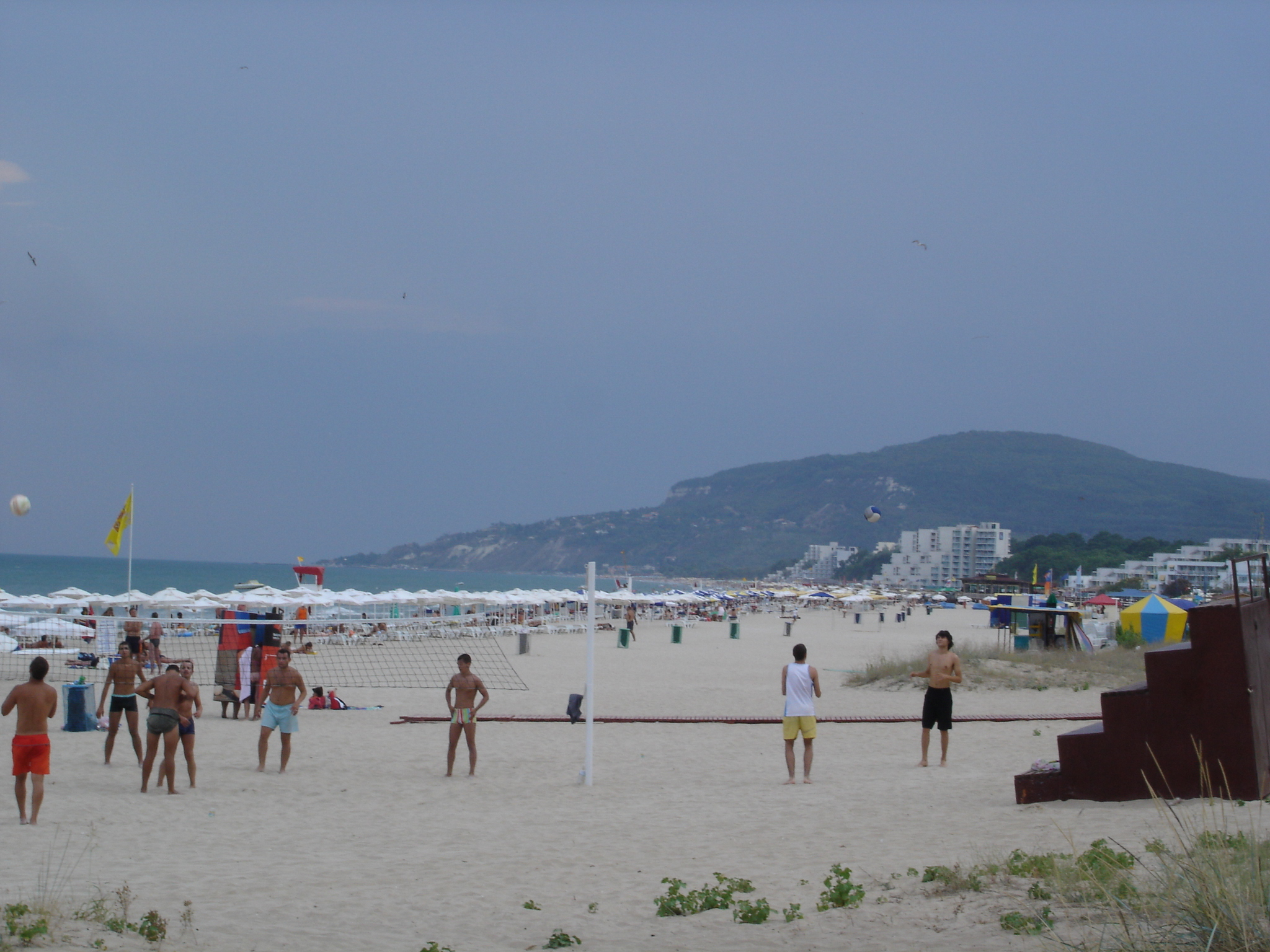
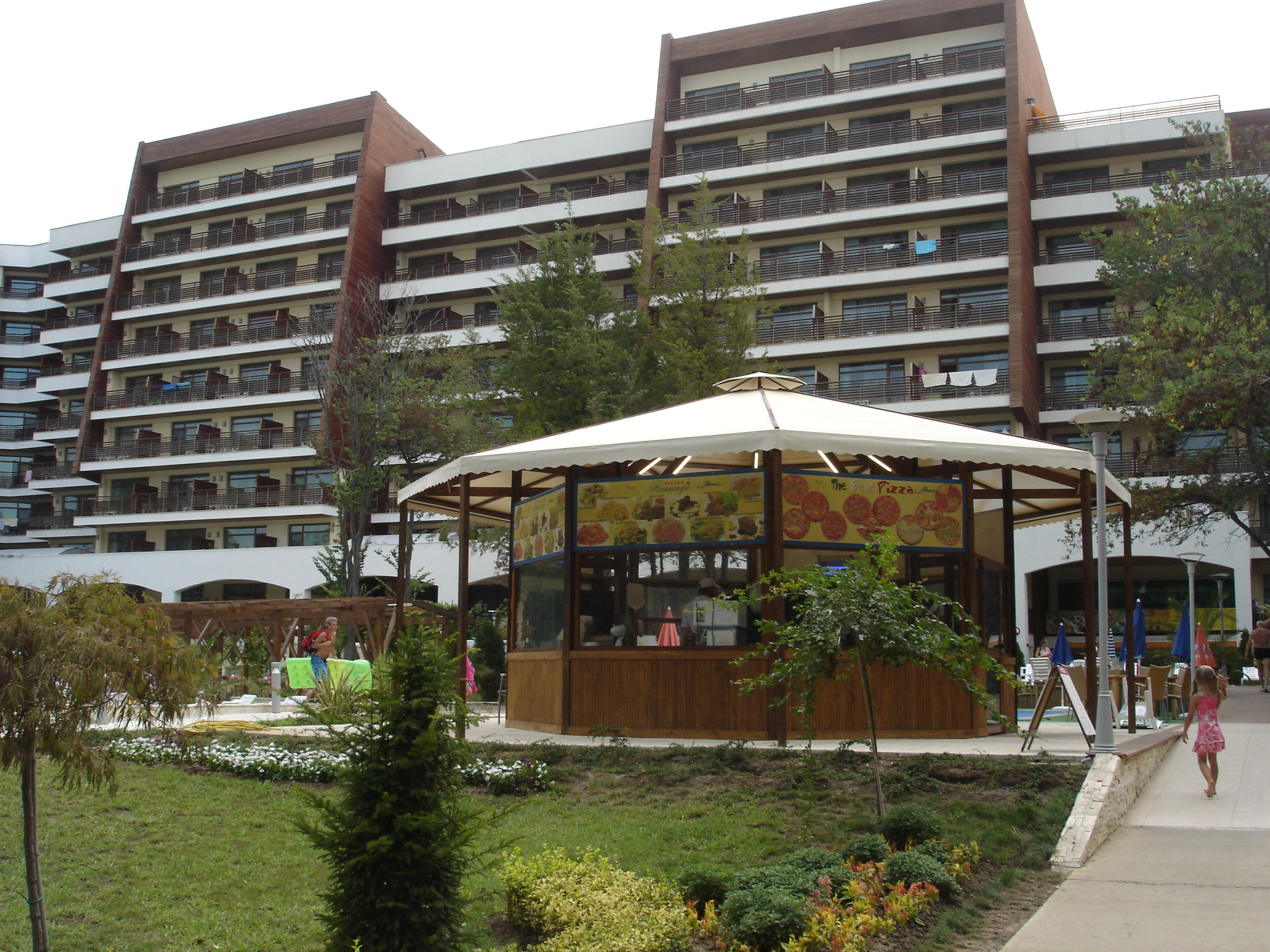